# ساوث هيرو (فيرمونت)
ساوث هيرو (بالإنجليزية: South Hero, Vermont)‏ هي بلدة تقع بولاية فيرمونت في الولايات المتحدة. تبلغ مساحتها 123 (كم²)، وترتفع عن سطح البحر 29 م، بلغ عدد سكانها 1696 نسمة في عام 2000 حسب إحصاء مكتب تعداد الولايات المتحدة وتصل الكثافة السكانية فيها 43.4 نسمة/كم2.

## وصلات خارجية
- http://www.southherovt.org/
- The US50 - Cities and Towns in Vermont State
- Vermont Cities and Towns, Facts, Map, Flag, Colleges, Government, and More